# ハリソン郡 (オハイオ州)
ハリソン郡（英: Harrison County）は、アメリカ合衆国オハイオ州の東部に位置する郡である。2010年国勢調査での人口は15,864人であり、2000年の15,856人から0.1%増加した。郡庁所在地はカディス村（人口3,353人）であり、同郡で人口最大の都市でもある。
郡名はウィリアム・ハリソン将軍に因んで名付けられており、ハリソンは後にアメリカ合衆国大統領になった。

## 地理
アメリカ合衆国国勢調査局に拠れば、郡域全面積は410.77平方マイル (1,063.9 km2)であり、このうち陸地402.34平方マイル (1,042.1 km2)、水域は8.43平方マイル (21.8 km2)で水域率は2.05%である。
コノットンクリーク・トレイルは鉄道から鉄道を繋ぐ道であり、コノットンクリークに沿ってハリソン郡北部のボウワーストンからジュウエットまで走っている。この舗装多目的道路は長さ11.4マイル (18.3 km) である。

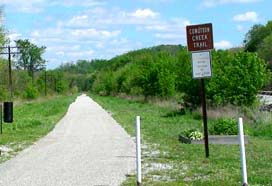
ボウワーストンから始まるコノットンクリーク・トレイル

### 隣接する郡
- キャロル郡 - 北
- ジェファーソン郡 - 東
- ベルモント郡 - 南
- ガーンジー郡 - 南西
- タスカラワス郡 - 西

## 人口動態
以下は2000年国勢調査による人口統計データである。
| 基礎データ - 人口: 15,856人 - 世帯数: 6,398 世帯 - 家族数: 4,516 家族 - 人口密度: 15人/km2（39人/mi2） - 住居数: 7,680軒 - 住居密度: 7軒/km2（19軒/mi2） 人種別人口構成 - 白人: 96.49% - アフリカン・アメリカン: 2.19% - ネイティブ・アメリカン: 0.08% - アジア人: 0.11% - 太平洋諸島系: 0.01% - その他の人種: 0.09% - 混血: 1.03% - ヒスパニック・ラテン系: 0.37% 年齢別人口構成 - 18歳未満: 23.0% - 18-24歳: 6.9% - 25-44歳: 26.6% - 45-64歳: 25.8% - 65歳以上: 17.7% - 年齢の中央値: 41歳 - 性比（女性100人あたり男性の人口） - 総人口: 94.1 - 18歳以上: 89.9 | 世帯と家族（対世帯数） - 18歳未満の子供がいる: 29.1% - 結婚・同居している夫婦: 58.5% - 未婚・離婚・死別女性が世帯主: 8.8% - 非家族世帯: 29.4% - 単身世帯: 25.6% - 65歳以上の老人1人暮らし: 13.0% - 平均構成人数 - 世帯: 2.44人 - 家族: 2.92人 収入と家計 - 収入の中央値 - 世帯: 30,318米ドル - 家族: 36,6468米ドル - 性別 - 男性: 30,485米ドル - 女性: 18,813米ドル - 人口1人あたり収入: 16,479米ドル - 貧困線以下 - 対人口: 13.3% - 対家族数: 11.0% - 18歳未満: 17.5% - 65歳以上: 8.4% |

## 郡区

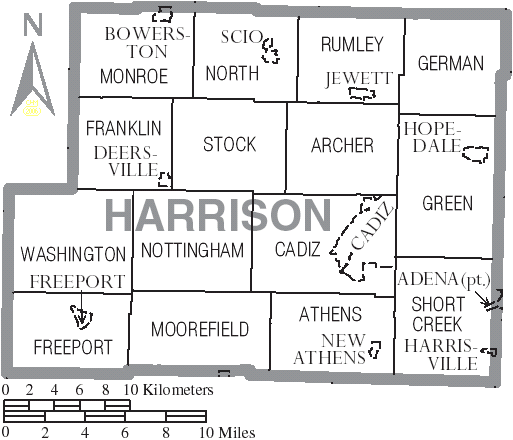
ハリソン郡図

ハリソン郡は下記15の郡区に分割されている。
| - アーチャー - アセンズ - カディス - フランクリン | - フリーポート - ジャーマン - グリーン - モンロー | - ムーアフィールド - ノース - ノッティンガム - ラムリー | - ショートクリーク - ストック - ワシントン |

### 村
| - アデナ - ボウワーストン - カディス - 郡庁所在地 | - ディアズビル - フリーポート - ハリスビル | - ホープデール - ジュウエット | - ニューアセンズ - サイオ |

### 未編入の町
| - ニューラムリー - ピードモント | - ピッツバーグジャンクション - ティピカヌー |

## 著名な出身者
- ジョージ・アームストロング・カスター - 南北戦争に従軍、リトル・ビッグホーンの戦いで戦死
- クラーク・ゲーブル - 俳優
- エドウィン・スタントン - エイブラハム・リンカーン政権のアメリカ合衆国陸軍長官
- サイ・ヤング - メジャーリーグ野球の投手、アメリカ野球殿堂入り